# パトリック・ブリュエル
パトリック・ブリュエル（Patrick Bruel、1959年5月14日 - ）はフランスのシンガーソングライター、俳優、ポーカープレイヤー。
1990年代のフランスで「ブリュエルマニア」と呼ばれる社会現象を生むほどの絶大な人気を博したスターである。

## 略歴
1959年に当時フランス領だったアルジェリアで生まれる。両親は早くに離婚し、地元でフランス語教師をしていた母オーギュスタに育てられる。1962年にアルジェリアがフランスから独立すると、母は息子を連れて、パリ郊外のアルジャントゥイユに移り住み、その後、パリに移る。
10代の頃はサッカー選手を目指す一方、音楽にも強い関心を持っており、中でもエリック・クラプトンやジェフ・ベック、ジミ・ヘンドリックスに心酔していた。
大学進学後の夏休みに歌手兼ギタリストとして活動を始める一方、日刊紙「フランス＝ソワール」に掲載された広告をきっかけにアレクサンドル・アルカディ監督の1979年の映画『Le Coup de sirocco』で俳優デビューする。
1979年にニューヨークに渡り、バーやカフェ、ナイトクラブに入り浸るなどして、ニューヨークの音楽シーンに触れながら、1年を過ごす。その後、パリに戻り、影響力のあるキャスティングディレクターの1人であるマルゴ・カペリエに見出されたことで、舞台や映画などで俳優としてのキャリアを積む。
1981年に歌手デビューするが、デビューシングルは不発に終わる。しかし、1983年にリリースしたシングル「Marre de cette nana-là!」が大ヒットし、少女たちのアイドルになる。その後は歌手と俳優の両方で実績を上げ、特に1990年代には「ブリュエルマニア」と呼ばれる社会現象を生むほどの絶大な人気を博したスターとなる。
1990年代にはハリウッドにも進出し、シドニー・ポラック監督の1995年の映画『サブリナ』（主演：ハリソン・フォード）やジェフ・ポラック監督の1999年の映画『ライラ/フレンチKISSをあなたと』に出演している。
2003年に本名を「Patrick Maurice Benguigui」から「Patrick Bruel Benguigui」に変更する。
2012年の映画『Le Prénom』で第38回セザール賞の主演男優賞にノミネートされる（受賞はならず）。
歌手や俳優としての芸能活動の一方で、ポーカーのプレイヤーとして国際大会にも出場している。

## 私生活
2001年に出会った作家で脚本家のアマンダ・ステールとの間に、2003年に長男オスカルをもうけ、翌2004年に結婚。
その後、2005年に次男レオンをもうけるが、2007年に離婚。

## 主な出演作品
- アテンション・バンディッツ Attention bandits! (1986) ※日本劇場未公開、WOWOW放映時のタイトルは『強盗にご用心』
- ラ・メゾン/惨劇の館 La maison assassinée (1988)
- 百一夜 Les cent et une nuits de Simon Cinéma (1995)
- サブリナ Sabrina (1995)
- ジャガー Le jaguar (1996)
- 告発者K K (1997)
- ライラ/フレンチKISSをあなたと Lost & Found (1999) ※日本劇場未公開、テレビ放映時のタイトルは『ロスト・アンド・ファウンド』
- 美しい妹 Les jolies choses (2001)
- 優しさのミルク Le lait de la tendresse humaine (2001)
- ある秘密 Un secret (2007)
- Le Prénom (2012) ※日本未公開
- ソフィー・マルソーのSEX,LOVE&セラピー Tu veux... ou tu veux pas? (2014)